# Meqon
Meqon est un moteur physique orienté objet écrit en C++.
Meqon a été développé par Meqon Research, une compagnie suédoise qui a été rachetée par AGEIA (créateurs du moteur PhysX) le 1er septembre, 2005. Le moteur devrait être utilisé dans le développement de Duke Nukem Forever et de plusieurs autres jeux.